# Lelydorp

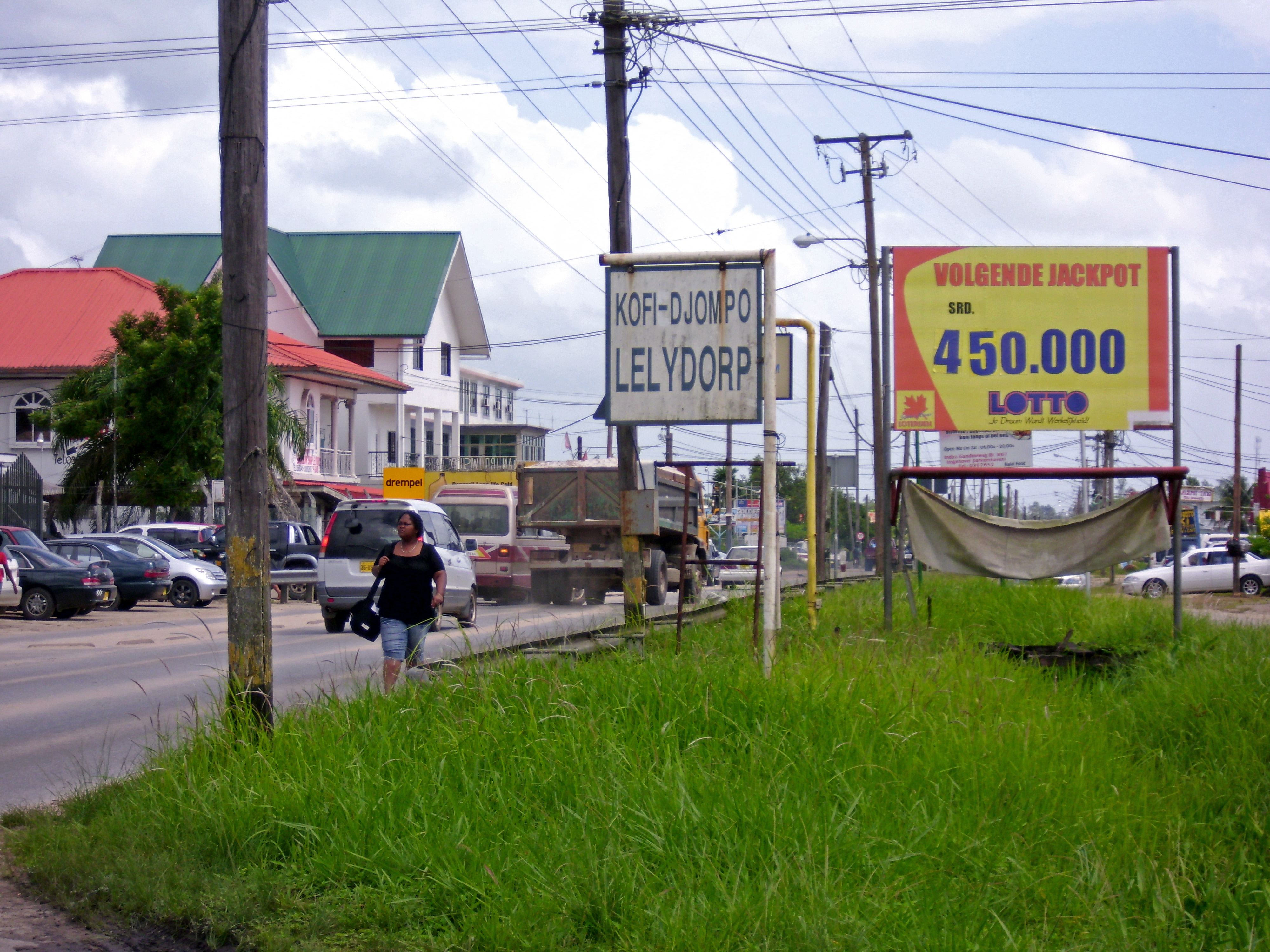
Lelydorp

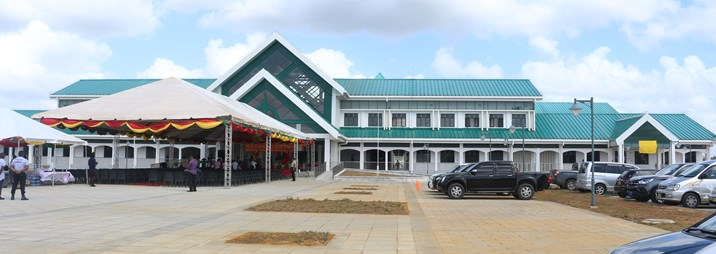
Hospital Regional de Wanica

Lelydorp é a capital do distrito de Wanica, localizado no Suriname. Com uma população de 15.576, é a segunda maior cidade do Suriname, depois de Paramaribo.
A cidade foi originalmente chamada Kofi Djompo mas foi renomeada para Cornelis Lely (o holandês que governava o Suriname em 1905) e, desde então é conhecida como Lelydorp. Lely foi responsável por diversos projetos de grandes construções de água nos Países Baixos.
O nome original Kofi Djompo é uma homenagem a um líder quilombola rebelde chamado Kofi, que foi capturado pelos holandeses e depois decapitado. Os holandeses puseram sua cabeça em um barco e a colocaram em uma vara como um aviso para os outros escravos que fugiram e estavam vagando na floresta. Diz-se que quando o barco chegou ao meio do rio, a cabeça de Kofi caiu do barco e desapareceu. Kofi significa "nascido na sexta-feira" (Kofi Annan, por exemplo, nasceu em uma sexta-feira). Djompo significa "salto".
Lelydorp se assemelha mais a uma grande aldeia, do que uma cidade. Wanica tem uma população de cerca de 80.000 e uma área de cerca de 440 km². Com uma população deste tamanho, Wanica é um dos distritos mais populosos e mais urbanizados do Suriname. Wanica é dividido em resorts: De Nieuwe Grond, Domburg, Houttuin, Koewarasan, Kwatta, Lelydorp, Saramacca Polder. Na década de 1950, foi feito um teste em Lelydorp com um centro médico que também tinha que funcionar como mini-hospital.
Lelydorp é também o mais importante ponto de parada entre Paramaribo e Zanderij, onde o Aeroporto Johan Pengel está localizado. Sua população é composta de uma mistura de javaneses, hindustanis, crioulos, europeus e judeus portugueses. Alguns nomes de estradas e ruas em Lelydorp, como Dessa Sidodadi e Tawajari, são típicos nomes de origem indonésia. O pequeno rio conhecido como "Tawajari Creek" divide Lelydorp de Saramacca.

## Cidadãos ilustres

### Artistas
- Bettina Campbell (n. 1974), atriz pornográfica.[3]